# Jakub Leśniowolski
Jakub Leśniowolski herbu Roch II, zmarł po 1565 r.
Starosta grójecki, piaseczyński, czerski (którym był przez 10 lat – obsadzony na tym stanowisku przez Królową Bonę), starosta warecki w 1540 r., kasztelan warszawski. Żona Dorota Skulska.